# Jacobus Johannes Fouché
Jacobus Johannes „Jim“ Fouché (* 6. Juni 1898 in Wepener; † 23. September 1980 in Kapstadt) war ein südafrikanischer Politiker und vom 10. Januar 1968 bis 10. April 1975 der Staatspräsident Südafrikas.

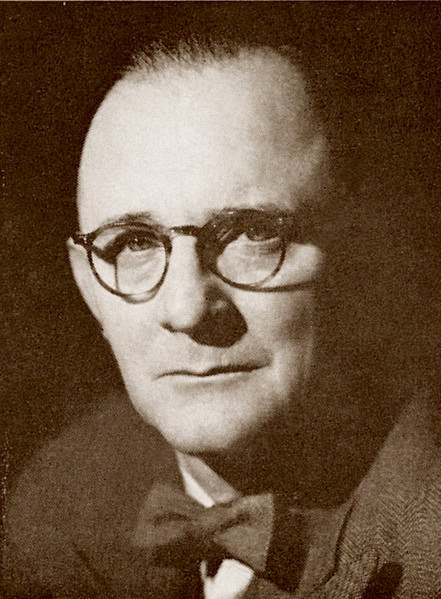
Jacobus Johannes Fouché

## Leben
Fouché wurde in Wepener in der Burenrepublik Oranje-Freistaat geboren (heute die Provinz Freistaat), wo er einen Großbauernhof bewirtschaftete. Er war viele Jahre Mitglied der National Party. 1955 erhielt er den Ehrendoktor (D. phil. hc) der Universität Stellenbosch verliehen. Verheiratet war er mit Letta McDonald; aus der Ehe entstammte ein Sohn, der Jurist und Botschafter Jacobus Johannes „Bux“ Fouché.

## Politische Karriere
Zwischen 1950 und 1959 diente Fouché als Administrator der Provinz Oranje-Freistaat. Danach wurde er ins Kabinett berufen, wo er bis 1966 als Verteidigungsminister, und von 1966 bis 1968 als Agrar- und Wasserminister diente. Er wurde dann zum Staatspräsidenten gewählt, nachdem der zuvor gewählte Theophilus Dönges noch vor seiner Amtseinführung starb. Fouché ist der einzige Staatspräsident, der seine siebenjährige Amtszeit vollständig ableistete.